# 青岚山乡
青岚山乡，是中华人民共和国甘肃省定西市安定区下辖的一个乡镇级行政单位。

## 行政区划
青岚山乡下辖以下地区：
青岚村、付家村、郑沟村、青湾村、下湾村、庙坪村、王湾村、红庄村、贾川村、任川村、青义村、榆林村、打鹿村、上坪村、大坪村、郭川村、车门川村、原坪村、赵家岔村和花岔村。